# 送配電
送配電（そうはいでん）は、送電と配電との総称。電力流通。電気を送り届けること。
2020年4月に発電部門との法的分離が行われ、送配電事業者として、下記がある。
- 一般送配電事業者 : 日本で、供給区域内の各地点に電気を送り届ける電気事業者
  - 北陸電力送配電 : 北陸地方を供給区域とする一般送配電事業者
  - 関西電力送配電 : 近畿地方を供給区域とする一般送配電事業者
  - 四国電力送配電 : 四国を供給区域とする一般送配電事業者
  - 九州電力送配電 : 九州を供給区域とする一般送配電事業者
- 特定送配電事業者 : 日本で、特定の供給地点に電気を送り届ける電気事業者